# Grand Prix Malajsie 2007
Grand Prix Malajsie 2007 (IX Petronas Malaysian Grand Prix)
druhý závod 58. ročníku mistrovství světa vozů Formule 1, historicky již 770. Grand Prix, se již tradičně odehrál na okruhu Sepang. Okruh dlouhý 5,543 km absolvovali jezdci 56 což celkově představuje 310,408 km. Tropické počasí panovalo v Sepangu po celý závodní víkend, teplota vzduchu 34 °C, teplota trati byla 58 °C, vlhkost vzduchu 60 %.
- Doprovodné a společenské akce:

Robert Kubica a Nick Heidfeld spolu s celou stájí BMW zorganizovali den her pro místní děti, kterého se i aktivně účastnili. Stáj Red Bull navštívily místní krásky a celebrity Zhang Jia, Fay, Vaune Phan, Sally Wong, Claire-Louise Jedrek a Angeline Ting , které po boxech provázel testovací jezdec stáje Michael Ammermueller.

## Průběh závodu

### Spyker vs Scuderia Toro Rosso
Vedení týmu Spyker podalo protest proti legálnosti šasi Scuderia Toro Rosso, které dle vyjádření Spykeru nejsou produktem továrny ve Faenze, ale Red Bull Racing. Pokud by tomu tak bylo, byla by porušena ustanovení Conkordské dohody, která vyžaduje, aby jednotlivé týmy navrhovaly a používaly vlastní vozy. Red Bull pohrozil zažalováním Spykeru, pro nedovolené vlastnění dokumentů jejich vozu. FIA se rozhodla nevyšetřovat ani jeden z těchto sporů a označila za nevhodný postup ze strany Spykeru, který zcela zbytečně zatáhl do případu stewarty malajsijské Grand Prix.

### Pohyblivá podlaha
FIA upřesnila pravidla a zavedla přísnější kontroly před závodem. Byl tak upřesněn článek o podlaze a vozy Ferrari a BMW museli upravit stávající systémy měnící světlou výšku vozu během jízdy. Dle vyjádření FIA a citace pravidel platných v době konání Grand Prix Austrálie, vozy Ferrari a BMW nebyly v rozporu s pravidly. Na systém pohyblivých podlah upozornil tým McLaren po první Grand Prix a žádal u FIA objasnění pravidel.

### Tréninky

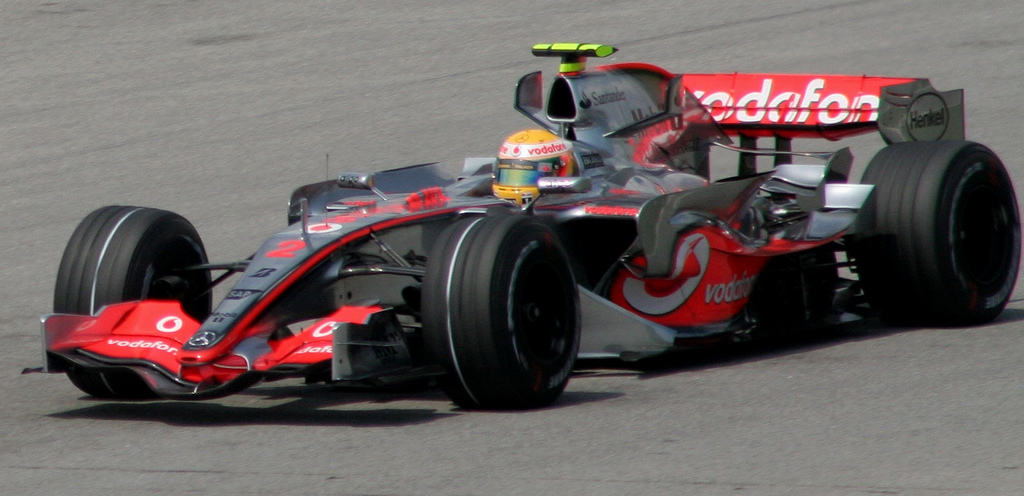
Lewis Hamilton

Tak jak se již stalo tradicí, přivítal Sepang jezdce tropickým počasím. Po několika zaváděcích kolech, kdy si piloti zvykali na přehřáté monoposty a hlavně se snažili očistit si trať, zajel Sebastian Vettel první měřené kolo. Třetí pilot stáje BMW tak odstartoval honičku za nejlepším časem. Po úvodní zaváděcí čtvrt hodince se zbytek startovního pole rozpohyboval a do čela se vyhoupl tým Mclaren v pořadí Lewis Hamilton a Fernando Alonso. Hned za nimi se nečekaně objevily obě Toyoty v podání Jarno Trulli a Ralf Schumacher. Stříbrné šípy si užívaly na čele do doby než se na trať vydali obě Ferrari. Do vedení šel okamžitě Felipe Massa, jeho čas až do konce tréninku nikdo nepřekonal. Fernando Alonso se znovu vydal na trať a podařilo se mu překonat jak Hamilton tak Räikkönen a dostal se tak na druhou pozici.

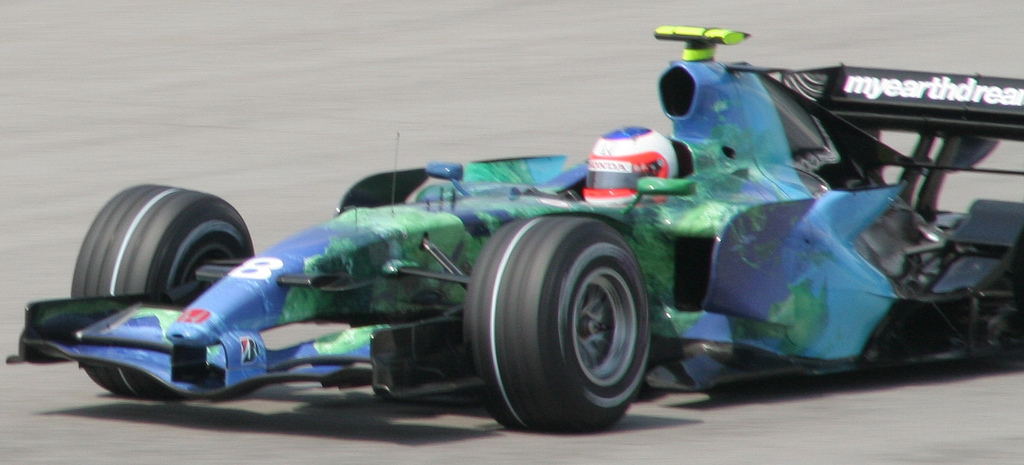
Rubens Barrichello

Felipe Massa si udržel pozici z dopoledního tréninku a dokázal se udržet na přední příčce i ve druhém tréninku. Největším soupeřem mu byl Giancarlo Fisichella, který jako jediný po Bassovi dokázal překonat čas pod 1:36. Třetí byl druhý Renault pilotovaný Kovalainenem. Čtvrtý opět Räikkönen. Oba vozy McLaren se po skvělém prvním tréninku propadly do středu pole. Alonso navíc dostal pokutu 600 Euro za překročení rychlosti v boxech. Honda znovu nezazářila a končí na chvostu startovního pole, Button je 15. a Barrichello dokonce až předposlední.

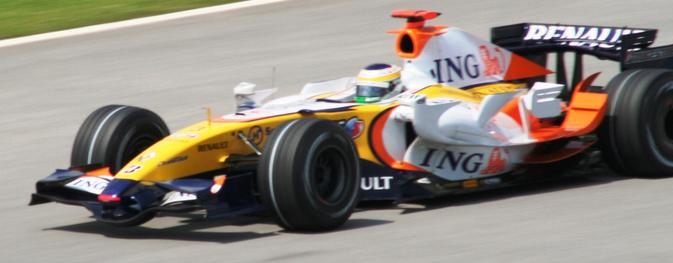
Giancarlo Fisichella

Lewis Hamilton potvrzuje své kvality a v sobotním tréninku nejenže porazil svého týmového kolegu dvojnásobného mistra světa Fernanda Alonsa, ale i zbytek startovního pole . Felipe Massa , který dominoval včerejším tréninkům se tentokrát musel sklonit před Hamiltonem jedoucím na měkčí směsi.Fernando Alonso dosáhl na třetí příčku ale ve stejném voze ztratil na svého kolegu půl sekundy. Anthony Davidson dovezl Super Aguri na osmém místě a byl tak z japonských vozů nejlepší. Renault po včerejším vynikajícím tréninku znovu upadá do problémů, Kovalainen musel měnit palivové čerpadlo. Honda se znovu usadila na chvostu startovního pole a nestačila ani na Toro Rosso.

### Kvalifikace

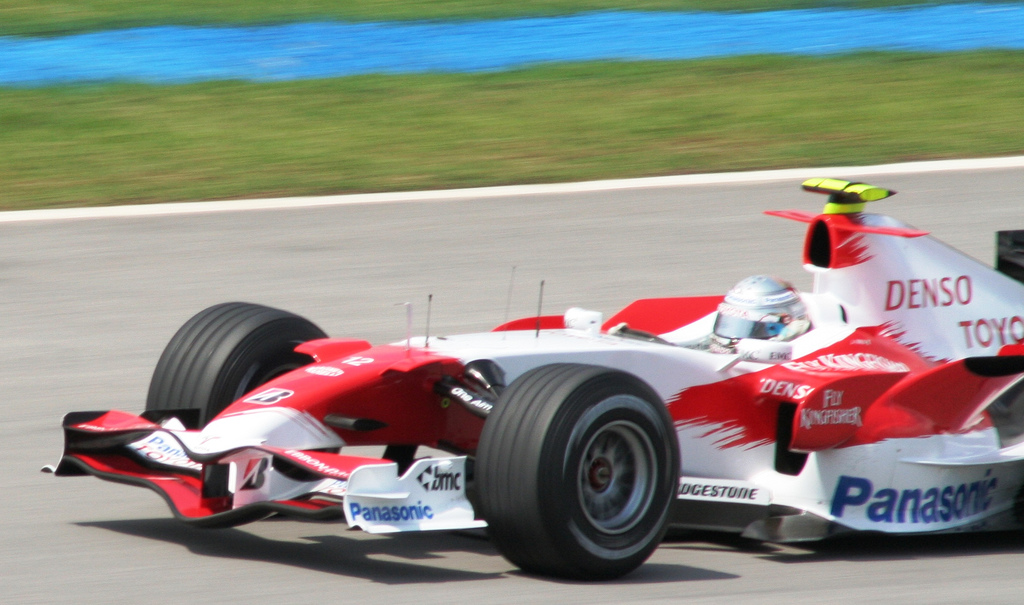
Jarno Trulli

Nic mimořádného se nedělo na trati v první části kvalifikace jezdci předních týmu si pohodlně zajistili postupové časy . Proto se pozornost soustředila na to kdo si zajistí účast ve druhé části. Rubens Barrichello jen potvrdil slabé výkony Hondy a nepostoupil. Také Wurz se trápil s problémy svého vozu. Výkon obou vozů Renault, potvrzuje fakt, který zmiňoval již Fisichella, že je třeba celý vůz přepracovat, aby držel krok s konkurencí. Fisichella nakonec postupoval z posledního a Kovalainen z předposledního místa. Což je pozice, pro obhájce poháru konstruktérů, zcela neobvyklá.

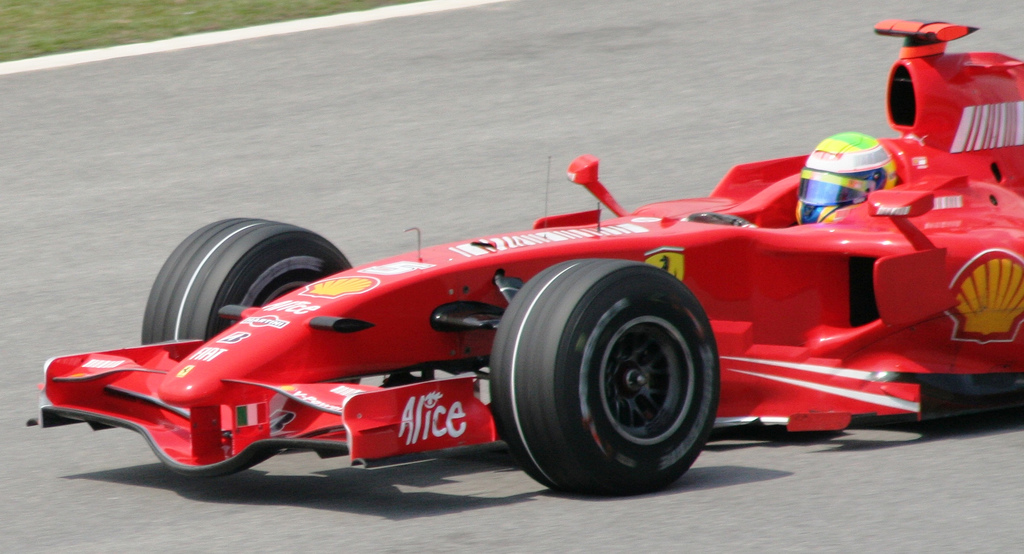
Felipe Massa

Střední část kvalifikace se podobala té předchozí, první tři týmy si zajistily postupové časy a vše jen z povzdálí kontrolovaly. Poslední dvě minuty byl boj o poslední postupové příčky. Renault tentokrát na své soupeře, které musíme letos hledat ve středu startovního pole, nestačil a do poslední části se neprotlačil. Takže trojici nejsilnějších týmů: Ferrari, McLaren a BMW doplnila oběma vozy Toyota, Nico Rosberg na Williamsu a na poslední chvíli také Mark Webber s Red Bullem.

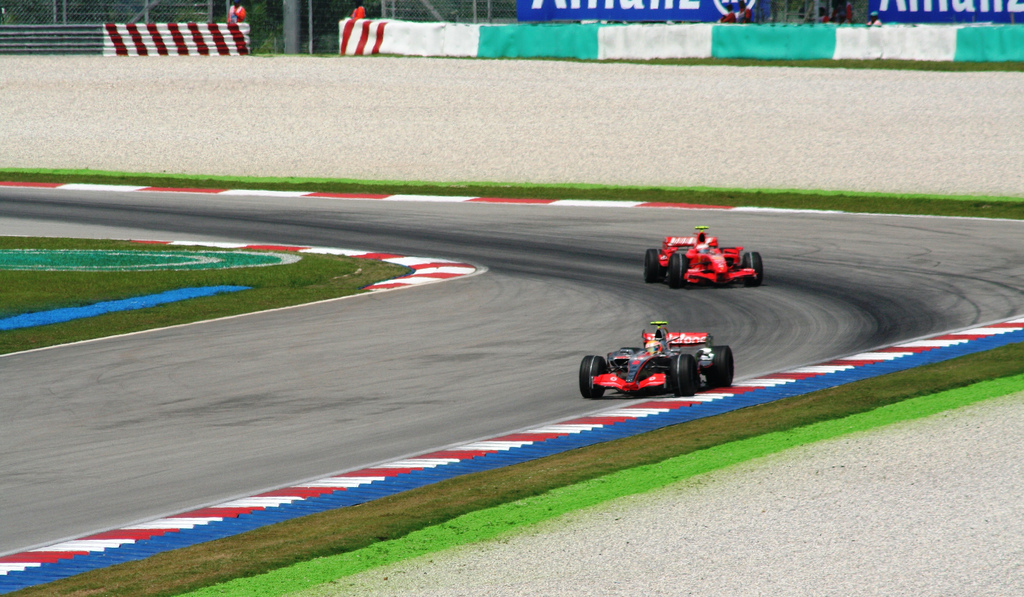
Lewis Hamilton a Kimi Räikkönen.

Zcela nečekaně z boje o pole position vypadl Lewis Hamilton, který jezdil jen průměrné časy, které mu přesto stačily na čtvrté místo. Napínavý závěrečný trojboj o nejlepší postavení na startu zahájil Räikkönen, který překonal dosavadní nejlepší Alonsův čas a dostal se na špici. Alonso kontroval nejlepším časem vzápětí, nakonec vše vyznělo pro Massu, kterému se vyplatilo vyčkat na poslední minutu a zajel nejlepší čas poslední části kvalifikace.

### Závod
Oba vozy McLaren dokázaly na startu překonat Felipe Massu. Alonso hned ze začátku nasazuje zběsilé tempo, které jak se později ukázalo bylo rozhodující. Výborně odstartoval také Fisichella. Massa v úvodu závodu pořádně zazmatkoval a zbrzdil i svého týmového kolegu, během závodu vytvořil řadu dalších chyb. Hned po startu je mimo trať Sutil se Spykerem a závod tak pro něho končí. V počáteční strkanici poškodil přední křídlo Liuzzi a zajíždí do boxu pro nové. Alonso si vytváří dostatečný náskok, zatímco výrazně pomalejší Hamilton brzdí oba vozy Ferrari. Massa se snaží útočit na Hamiltona až se probrzdil na trávu a umožnil tak soupeřům dostat se před něho. Po druhém zajetí do boxu se Kimi Räikkönen rozhoduje pro stíhací jízdu a dokázal se před projetím cílem dostat hned za Hamiltona.

## Výsledky
- 8. duben 2007
- Okruh Sepang
- 56 kol × 5,543 km = 310,408 km
- 770. Grand Prix
- 16. vítězství Fernanda Alonsa
- 149. vítězství pro McLaren
- 16. vítězství pro Španělsko
- 143. vítězství pro vůz se startovním číslem 1
- 41. doublé pro McLaren (poslední Brazílie 2005)

| Pozice | Jezdec               | Vůz               | Čas              | Body | Nej. kolo      | 1. Pitstop   | 2. Pitstop   | 3. Pitstop   |
| ------ | -------------------- | ----------------- | ---------------- | ---- | -------------- | ------------ | ------------ | ------------ |
| 1      | Fernando Alonso      | McLaren MP4/22    | 1:32:14,930      | 10   | 1:36.861       | 18. / 30.566 | 40. / 28.864 |              |
| 2      | Lewis Hamilton       | McLaren MP4/22    | á 0:17.557       | 8    | 1:36.701       | 20. / 29.073 | 38. / 28.984 |              |
| 3      | Kimi Räikkönen       | Ferrari F2007     | á 0:18.339       | 6    | 1:37.228 (4.)  | 18. / 31.472 | 41. / 28.169 |              |
| 4      | Nick Heidfeld        | BMW Sauber F1.07  | á 0:33.777       | 5    | 1:37.417 (5.)  | 22. / 30.129 | 42. / 27.692 |              |
| 5      | Felipe Massa         | Ferrari F2007     | á 0:36.705       | 4    | 1:37.199       | 17. / 31.178 | 40. / 29.107 |              |
| 6      | Giancarlo Fisichella | Renault R27       | á 1:05.638       | 3    | 1:37.879 (9.)  | 23. / 28.813 | 42. / 27.760 |              |
| 7      | Jarno Trulli         | Toyota TF106      | á 1:10.690       | 2    | 1:38.016 (10.) | 18. / 29.933 | 38. / 29.380 |              |
| 8      | Heikki Kovalainen    | Renault R27       | á 1:12.015       | 1    | 1:37.810 (7.)  | 22. / 28.260 | 39. / 28.437 |              |
| 9      | Alexander Wurz       | Williams FW29     | á 1:29.924       | -    | 1:37.864 (8.)  | 18. / 30.767 | 34. / 31.872 |              |
| 10     | Mark Webber          | Red Bull RB3      | á 1:33.500       | -    | 1:38.540 (14.) | 21. / 30.949 | 42. / 28.828 |              |
| 11     | Rubens Barrichello   | Honda RA107       | á 1 kolo         | -    | 1:38.566 (15.) | 12. / 29.725 | 34. / 30.320 |              |
| 12     | Jenson Button        | Honda RA107       | á 1 kolo         | -    | 1:38.658 (16.) | 21. / 29.018 | 37. / 29.359 |              |
| 13     | Takuma Sató          | Super Aguri SA07  | á 1 kolo         | -    | 1:38.496 (13.) | 17. / 28.996 | 39. / 35.358 |              |
| 14     | Scott Speed          | Torro Rosso STR02 | á 1 kolo         | -    | 1:39.098 (18.) | 17. / 30.072 | 34. / 31.202 |              |
| 15     | Ralf Schumacher      | Toyota TF107      | á 1 kolo         | -    | 1:39.243 (19.) | 19. / 29.718 | 28. / 28.991 |              |
| 16     | Anthony Davidson     | Super Aguri SA07  | á 1 kolo         | -    | 1:39.566 (20.) | 18. / 30.189 | 34. / 29.495 |              |
| 17     | Vitantonio Liuzzi    | Torro Rosso STR02 | á 1 kolo         | -    | 1:38.447 (12.) | 2. / 37.684  | 19. / 29.083 | 36. / 30.083 |
| 18     | Robert Kubica        | BMW Sauber F1.07  | á 1 kolo         | -    | 1:38.874 (17.) | 11. / 35.953 | 27. / 31.454 |              |
| Kolo   | Odstoupili           | -                 | Příčina          | Body | Nej. kolo      | 1. Pitstop   | 2. Pitstop   | 3. Pitstop   |
| 42     | Nico Rosberg         | Williams FW29     | porucha chlazení | -    | 1:37.704 (6.)  | 19. / 29.579 | 38. / 30.969 |              |
| 36     | David Coulthard      | Red Bull RB3      | brzdový pedál    | -    | 1:38.098 (11.) | 26. / 29.718 |              |              |
| 7      | Christijan Albers    | Spyker F8-VII     | převodovka       | -    | 1:41.495 (21.) |              |              |              |
| 1      | Adrian Sutil         | Spyker F8-VII     | kolize           | -    |                |              |              |              |

- žlutě – nejrychlejší pitstop
- zeleně – nejpomalejší pitstop
- modře – neplánovaná zastávka
  - Vitantonio Liuzzi musel do boxu po kolizi v úvodním kole.

## Nejrychlejší kolo
Lewis Hamilton – McLaren MP4/22 – 1'36.701
- 1. nejrychlejší kolo Lewis Hamiltona (10.)
- 130. nejrychlejší kolo pro McLaren (2.)
- 182. nejrychlejší kolo pro Velkou Británii (1.)
- 74. nejrychlejší kolo pro vůz se startovním číslem 2 (3.)

## Vedení v závodě
| Kola         | km         | Jezdec          | %    |
| ------------ | ---------- | --------------- | ---- |
| 1.–18. kolo  | 99,774 km  | Fernando Alonso | 32 % |
| 19.–20. kolo | 11.086 km  | Lewis Hamilton  | 3 %  |
| 21. kolo     | 5,543 km   | Nick Heidfeld   | 2 %  |
| 22.–40. kolo | 105,317 km | Fernando Alonso | 34 % |
| 41. kolo     | 5,543 km   | Kimi Räikkönen  | 2 %  |
| 42.–56. kolo | 83,145 km  | Fernando Alonso | 27 % |

| Alonso |  |  | Alonso |  | Alonso |
| ------ |  |  | ------ |  | ------ |

## Postavení na startu
Felipe Massa – Ferrari F2007 – 1:35.043
- 4. Pole position Felipe Massai (45.)
- 188. Pole position pro Ferrari (1.)
- 113. Pole position pro Brazílie (2.)
- 107. Pole position pro vůz se startovním číslem 5 (2.)
- Modře startoval z boxu.
- Žlutě rozhodující čas pro postavení na startu.
- Červeně posunutí o deset míst na startu – výměna motoru

| *                                                   | *                                                      | Kvalifikace III.                 | Kvalifikace II.                       | Kvalifikace I.                        |
| --------------------------------------------------- | ------------------------------------------------------ | -------------------------------- | ------------------------------------- | ------------------------------------- |
| _______1_______ Felipe Massa Ferrari 1:35.043       |                                                        | Felipe Massa Ferrari 1:35.043    | Fernando Alonso McLaren 1:34.057      | Fernando Alonso McLaren 1:34.942      |
|                                                     | _______2_______ Fernando Alonso McLaren 1:35.310       | Fernando Alonso McLaren 1:35.310 | Felipe Massa Ferrari 1:34.454         | Lewis Hamilton McLaren 1:35.028       |
| _______3_______ Kimi Räikkönen Ferrari 1:35.479     |                                                        | Kimi Räikkönen Ferrari 1:35.479  | Lewis Hamilton McLaren 1:34.650       | Kimi Räikkönen Ferrari 1:35.138       |
|                                                     | _______4_______ Lewis Hamilton McLaren 1'36.045        | Lewis Hamilton McLaren 1'36.045  | Kimi Räikkönen Ferrari 1'34.687       | Robert Kubica BMW 1:35.294            |
| _______5_______ Nick Heidfeld BMW 1:36.549          |                                                        | Nick Heidfeld BMW 1:36.549       | Robert Kubica BMW 1'34.739            | Felipe Massa Ferrari 1:35.340         |
|                                                     | _______6_______ Nico Rosberg Williams 1:36.829         | Nico Rosberg Williams 1:36.829   | Nick Heidfeld BMW 1:35.203            | Nick Heidfeld BMW 1:35.617            |
| _______7_______ Robert Kubica BMW 1'36.896          |                                                        | Robert Kubica BMW 1'36.896       | Jarno Trulli Toyota 1:35.255          | Jarno Trulli Toyota 1:35.666          |
|                                                     | _______8_______ Jarno Trulli Toyota 1'36.902           | Jarno Trulli Toyota 1'36.902     | Nico Rosberg Williams 1:35.380        | Mark Webber Red Bull 1:35.727         |
| _______9_______ Ralf Schumacher Toyota 1'37.078     |                                                        | Ralf Schumacher Toyota 1'37.078  | Mark Webber Red Bull 1:35.579         | David Coulthard Red Bull 1:35.730     |
|                                                     | _______10_______ Mark Webber Red Bull 1:37.345         | Mark Webber Red Bull 1:37.345    | Ralf Schumacher Toyota 1:35.595       | Ralf Schumacher Toyota 1:35.736       |
| _______11_______ Heikki Kovalainen Renault 1:35.630 |                                                        |                                  | Heikki Kovalainen Renault 1:35.630    | Nico Rosberg Williams 1:35.755        |
|                                                     | _______12_______ Giancarlo Fisichella Renault 1:35.706 |                                  | Giancarlo Fisichella Renault 1:35.706 | Giancarlo Fisichella Renault 1:35.879 |
| _______13_______ David Coulthard Red Bull 1:35.766  |                                                        |                                  | David Coulthard Red Bull 1:35.766     | Jenson Button Honda 1:35.913          |
|                                                     | _______14_______ Takuma Sató Super Aguri 1:35.945      |                                  | Takuma Sató Super Aguri 1:35.945      | Heikki Kovalainen Renault 1:36.092    |
| _______15_______ Jenson Button Honda 1:36.088       |                                                        |                                  | Jenson Button Honda 1:36.088          | Vitantonio Liuzzi Toro Rosso 1:36.140 |
|                                                     | _______16_______ Vitantonio Liuzzi Toro Rosso 1:36.145 |                                  | Vitantonio Liuzzi Toro Rosso 1:36.145 | Takuma Sató Super Aguri 1:36.430      |
| _______17_______ Scott Speed Torro Rosso 1:36.578   |                                                        |                                  |                                       | Scott Speed Torro Rosso 1:36.578      |
|                                                     | _______18_______ Anthony Davidson Super Aguri 1:36.816 |                                  |                                       | Anthony Davidson Super Aguri 1:36.816 |
| _______19_______ Alexander Wurz Williams 1:37.326   |                                                        |                                  |                                       | Rubens Barrichello Honda 1:36.827     |
|                                                     | _______20_______ Christijan Albers Spyker 1:38.415     |                                  |                                       | Alexander Wurz Williams 1:37.326      |
| _______21_______ Adrian Sutil Spyker 1:38.415       |                                                        |                                  |                                       | Christijan Albers Spyker 1:38.415     |
|                                                     | _______22_______ Rubens Barrichello Honda 1:36.827     |                                  |                                       | Adrian Sutil Spyker 1:38.415          |

## Sobotní tréninky
| 1  | Lewis Hamilton McLaren 1:34.811       | 2  | Felipe Massa Ferrari 1:34.953         |
| 3  | Fernando Alonso McLaren 1:35.311      | 4  | Robert Kubica BMW 1:35.385            |
| 5  | Kimi Räikkönen Ferrari 1:35.498       | 6  | Nico Rosberg Williams 1:35.770        |
| 7  | Nick Heidfeld BMW 1:36.160            | 8  | Anthony Davidson Super Aguri 1:36.195 |
| 9  | Ralf Schumacher Toyota 1:36.245       | 10 | Mark Webber Red Bull 1:36.257         |
| 11 | David Coulthard Red Bull 1:36.273     | 12 | Vitantonio Liuzzi Toro Rosso 1:36.297 |
| 13 | Giancarlo Fisichella Renault 1:36.434 | 14 | Alexander Wurz Williams 1:36.473      |
| 15 | Scott Speed Toro Rosso 1:36.501       | 16 | Takuma Sató Super Aguri 1:36.545      |
| 17 | Jenson Button Honda 1:36.658          | 18 | Heikki Kovalainen Renault 1:36.876    |
| 19 | Rubens Barrichello Honda 1:36.972     | 20 | Jarno Trulli Toyota 1:37.473          |
| 21 | Adrian Sutil Spyker 1:38.018          | 22 | Christijan Albers Spyker 1:38.225     |

## Páteční tréninky
| *  | I. Trénink                            | *  | II. Trénink                           |
| -- | ------------------------------------- | -- | ------------------------------------- |
| 1  | Felipe Massa Ferrari 1:34.972         | 1  | Felipe Massa Ferrari 1:35.780         |
| 2  | Fernando Alonso McLaren 1:35.220      | 2  | Giancarlo Fisichella Renault 1:35.910 |
| 3  | Lewis Hamilton McLaren 1:35.712       | 3  | Heikki Kovalainen Renault 1:36.106    |
| 4  | Kimi Räikkönen Ferrari 1:35.779       | 4  | Kimi Räikkönen Ferrari 1:36.160       |
| 5  | Nico Rosberg Williams 1:36.308        | 5  | Nico Rosberg Williams 1:36.523        |
| 6  | Mark Webber Red Bull 1:36.522         | 6  | Alexander Wurz Williams 1:36.621      |
| 7  | Jarno Trulli Toyota 1:36.597          | 7  | Robert Kubica BMW 1:36.717            |
| 8  | Kazuki Nakadžima Williams 1:36.885    | 8  | Ralf Schumacher Toyota 1:36.760       |
| 9  | Ralf Schumacher Toyota 1:37.052       | 9  | Lewis Hamilton McLaren 1:36.797       |
| 10 | Robert Kubica BMW 1:37.121            | 10 | Nick Heidfeld BMW 1:36.862            |
| 11 | David Coulthard Red Bull 1:37.484     | 11 | Mark Webber Red Bull 1:36.862         |
| 12 | Sebastian Vettel BMW 1:37.837         | 12 | Fernando Alonso McLaren 1:37.041      |
| 13 | Vitantonio Liuzzi Toro Rosso 1:37.882 | 13 | David Coulthard Red Bull 1:37.203     |
| 14 | Heikki Kovalainen Renault 1:38.143    | 14 | Takuma Sató Super Aguri 1:37.282      |
| 15 | Giancarlo Fisichella Renault 1:38.300 | 15 | Jenson Button Honda 1:37.578          |
| 16 | Adrian Sutil Spyker 1:38.720          | 16 | Jarno Trulli Toyota 1:37.712          |
| 17 | Takuma Sató Super Aguri 1:38.966      | 17 | Vitantonio Liuzzi Toro Rosso 1:37.855 |
| 18 | Scott Speed Toro Rosso 1:39.130       | 18 | Anthony Davidson Super Aguri 1:38.334 |
| 19 | Rubens Barrichello Honda 1:39.234     | 19 | Adrian Sutil Spyker 1:38.419          |
| 20 | Jenson Button Honda 1:39.331          | 20 | Scott Speed Toro Rosso 1:38.650       |
| 21 | Anthony Davidson Super Aguri 1:39.357 | 21 | Rubens Barrichello Honda 1:38.713     |
| 22 | Christijan Albers Spyker 1:40.074     | 22 | Christijan Albers Spyker 1:39.807     |

## Zajímavosti
- Fernando Alonso překonal hranici 1000 kol na čele závodu
- Poprvé bodoval Kovalainen
- Lewis Hamilton zajel své první nejrychlejší kolo

| Pole position | Vítězství       | Nej. kolo          |
| Brazílie      | Španělsko       | Spojené království |
| Felipe Massa  | Fernando Alonso | Lewis Hamilton     |
| Ferrari F2007 | McLaren MP4/22  | McLaren MP4/22     |
| 1:35,043      | 1h 32:14,930    | 1:36,701           |
| 209,956 km/h  | 201,894 km/h    | 206,356 km/h       |
| ------------- | --------------- | ------------------ |

### Stav MS
- GP – body získané v této Grand Prix

| *  | Jezdec               | Body | GP | * | Vůz      | Body | GP | * | Stát           | Body | GP |
| -- | -------------------- | ---- | -- | - | -------- | ---- | -- | - | -------------- | ---- | -- |
| 1  | Fernando Alonso      | 18   | 10 | 1 | McLaren  | 32   | 18 | 1 | Španělsko      | 10   | 18 |
| 2  | Kimi Räikkönen       | 16   | 6  | 2 | Ferrari  | 23   | 10 | 2 | Finsko         | 17   | 7  |
| 3  | Lewis Hamilton       | 14   | 8  | 3 | BMW      | 10   | 5  | 3 | Velká Británie | 14   | 8  |
| 4  | Nick Heidfeld        | 10   | 5  | 4 | Renault  | 8    | 4  | 4 | Německo        | 13   | 5  |
| 5  | Giancarlo Fisichella | 7    | 3  | 5 | Toyota   | 3    | 2  | 5 | Itálie         | 9    | 5  |
| 6  | Felipe Massa         | 7    | 4  | 6 | Williams | 2    |    | 6 | Brazílie       | 7    | 4  |
| 7  | Jarno Trulli         | 2    | 2  |   |          |      |    |   |                |      |    |
| 8  | Nico Rosberg         | 2    |    |   |          |      |    |   |                |      |    |
| 9  | Ralf Schumacher      | 1    |    |   |          |      |    |   |                |      |    |
| 10 | Heikki Kovalainen    | 1    | 1  |   |          |      |    |   |                |      |    |